# Le Règne animal
Le Règne animal is een Franse film uit 2023, geregisseerd door Thomas Cailley naar een scenario dat hij schreef samen met Pauline Munier.

## Verhaal
Door een wereldwijde epidemie van mutaties die mensen in dieren veranderen, moet François naar Zuid-Frankrijk verhuizen om dichter bij zijn vrouw Lana te zijn, die getroffen werd door deze mysterieuze ziekte en naar een gespecialiseerd centrum werd gestuurd. Daar moeten hij en zijn zoon Émile zichzelf opnieuw uitvinden in een wereld die wordt bevolkt door wezens van een nieuw soort.

## Rolverdeling
| Acteur              | Personage          |
| ------------------- | ------------------ |
| Paul Kircher        | Émile Marindaze    |
| Romain Duris        | François Marindaze |
| Adèle Exarchopoulos | Julia Izquierdo    |
| Tom Mercier         | Fix                |
| Billie Blain        | Nina Moktari       |
| Xavier Aubert       | Jacques            |
| Saadia Bentaïeb     | Naïma              |
| Gabriel Caballero   | Victor             |
| Iliana Khelifa      | Maëlle             |
| Paul Muguruza       | Jordan             |

## Release en ontvangst
Le Règne animal ging op 17 mei 2023 in première op het Filmfestival van Cannes in de sectie Un certain regard. De film kreeg overwegend positieve kritieken van de filmcritici, met een score van 94% op Rotten Tomatoes, gebaseerd op 18 beoordelingen. De film ontving in januari 2024 twaalf nominaties voor de Franse Césars.

## Prijzen en nominaties
De belangrijkste:
| Jaar | Prijs         | Categorie                   | Genomineerde(n)                                                    | Uitslag     |
| ---- | ------------- | --------------------------- | ------------------------------------------------------------------ | ----------- |
| 2024 | Césars        | Beste film                  | Beste film                                                         | Genomineerd |
| 2024 | Césars        | Beste regisseur             | Thomas Cailley                                                     | Genomineerd |
| 2024 | Césars        | Beste acteur                | Romain Duris                                                       | Genomineerd |
| 2024 | Césars        | Beste jong mannelijk talent | Paul Kircher                                                       | Genomineerd |
| 2024 | Césars        | Beste origineel script      | Thomas Cailley en Pauline Munier                                   | Genomineerd |
| 2024 | Césars        | Beste decors                | Julia Lemaire                                                      | Genomineerd |
| 2024 | Césars        | Beste kostuums              | Ariane Daurat                                                      | Gewonnen    |
| 2024 | Césars        | Beste cinematografie        | David Cailley                                                      | Gewonnen    |
| 2024 | Césars        | Beste montage               | Lilian Corbeille                                                   | Genomineerd |
| 2024 | Césars        | Beste geluid                | Fabrice Osinski, Raphaël Sohier, Matthieu Fichet en Niels Barletta | Gewonnen    |
| 2024 | Césars        | Beste filmmuziek            | Andrea Laszlo De Simone                                            | Gewonnen    |
| 2024 | Césars        | Beste visuele effecten      | Cyrille Bonjean, Bruno Sommier en Jean-Louis Autret                | Gewonnen    |
| 2024 | Prix Lumières | Beste film                  | Beste film                                                         | Genomineerd |
| 2024 | Prix Lumières | Beste regisseur             | Thomas Cailley                                                     | Gewonnen    |
| 2024 | Prix Lumières | Beste scenario              | Thomas Cailley en Pauline Munier                                   | Genomineerd |
| 2024 | Prix Lumières | Beste cinematografie        | David Cailley                                                      | Genomineerd |
| 2024 | Prix Lumières | Beste filmmuziek            | Andrea Laszlo De Simone                                            | Genomineerd |